# ستاره اسرارآمیز
ستاره اسرار آمیز (به فرانسوی: L'Étoile Mystérieuse) دهمین کتاب از مجموعهٔ کتابهای مصور ماجراهای تن‌تن و میلو است. این کتاب نخستین بار در سال ۱۹۴۲ میلادی توسط هرژه نوشته، طراحی و به چاپ رسید.

## داستان
در شبی گرم، تن‌تن و میلو مشغول قدم زدن در خیابان‌های شهر بودند که تن‌تن متوجه می‌شود یک ستاره بزرگ در دب اکبر اضافی است. تن‌تن، متعجب به خانه بر می‌گردد و به رصد خانه زنگ می‌زند تا علت را بپرسد و جواب می‌گیرد که مدیران رصد خانه مشغول تحقیق بر روی این مسئله هستند. تن‌تن شخصاً به رصد خانه می‌رود و پس از گفتگوهای طولانی با پروفسور فوستل، متوجه می‌شود شهاب سنگی بسیار بزرگ با زمین برخورد خواهد کرد.
این اتفاق نمی‌افتد ولی تکه‌ای از شهاب سنگ در اقیانوس منجمد شمالی قرار می‌گیرد و پیش‌بینی می‌شود که قسمتی از این قطعه بیرون از آب مانده باشد. پروفسور فوستل که فلزی جدید را در این شهاب سنگ پیدا کرده‌است، آن را فوستیلیت می‌نامد و همراه یک گروه تحقیقاتی از بنیاد تحقیقات علمی اروپا راهی اقیانوس می‌شود…

## چاپ اول
- در انگلیس: Casterman
- در ایران (ترجمه فارسی): یونیورسال

## تعداد صفحات
- در ایران: ۶۲ صفحه
- در بلژیک: ۶۲ صفحه
- در انگلیس: ۶۲ صفحه
- در آمریکا: ۶۲ صفحه
- در فرانسه: ۶۲ صفحه